# Paul Maye

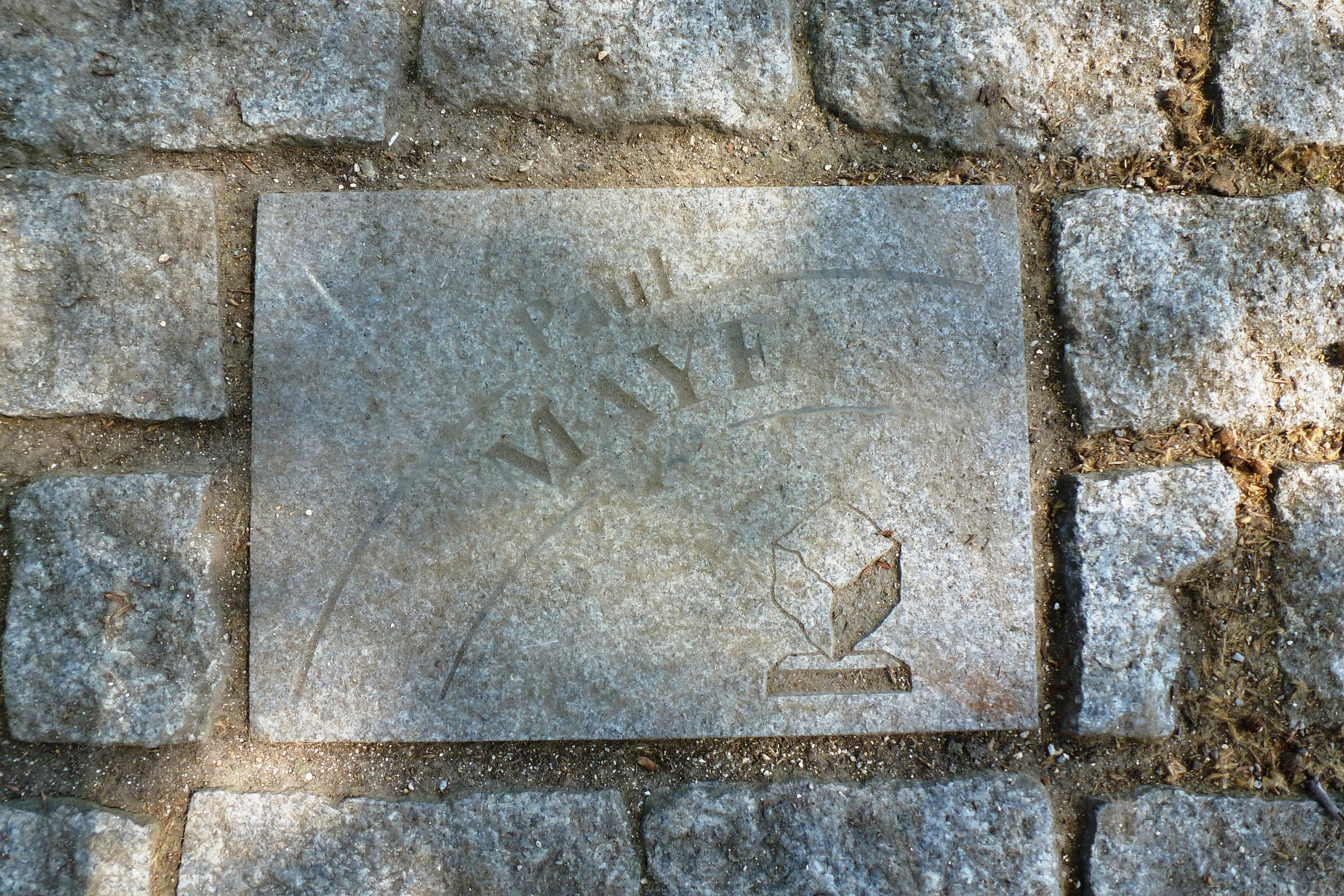
Pflasterstein zu Ehren des Sieges von Paul Maye bei Paris–Roubaix

Paul Maye (* 19. August 1913 in Bayonne; † 19. April 1987 in Biarritz) war ein französischer Radrennfahrer.
Er war einer der erfolgreichsten französischen Radrennfahrer seiner Generation. 1934 wurde er Französischer Straßenmeister der Amateure, im Jahr darauf Französischer Militärmeister. 1936 trat er zu den Profis über.
Zweimal, 1938 und 1943, wurde Maye Französischer Straßenmeister. 1945 gewann er Paris–Roubaix. Dreimal war er der Sieger von Paris–Tours (1941, 1942 und 1945); ein Rekord, den er sich mit Gustave Danneels, Guido Reybrouck und Erik Zabel teilt. Sechsmal nahm er zwischen 1936 und 1948 an der Tour de France teil. Bei der Tour de France 1936 gewann er zwei Etappen, bei den anderen Malen kam er nicht in Paris an. 1939 siegte er im Eintagesrennen Paris–Angers, 1941 und 1942 im Circuit de Paris, 1942 bei Paris–Nantes.